# Catocala flavicans
Catocala flavicans är en fjärilsart som beskrevs av Schultz 1906. Catocala flavicans ingår i släktet Catocala och familjen nattflyn. Inga underarter finns listade i Catalogue of Life.